# Galaktozilgalaktozilglukozilkeramid b-D-acetilgalaktozaminiltransferaza
Galaktozilgalaktozilglukozilkeramid b--acetilgalaktozaminiltransferaza (EC 2.4.1.79, uridin difosfoacetilgalaktozamin-galaktozilgalaktozilglukozilkeramid acetilgalaktozaminiltransferaza, globozidna sintetaza, UDP--acetilgalaktozamin:globotriaozilkeramid beta-3-N-acetilgalaktozaminiltransferaza, galaktozilgalaktozilglukozilkeramid beta-D-acetilgalaktozaminiltransferaza, UDP--acetilgalaktozamin:globotriaozilkeramid beta1,3-N-acetilgalaktozaminiltransferaza, globozidna sintaza, gUDP-N-acetil--galaktozamin:D-galaktozil-1,4-D-galaktozil-1,4-D-glukozilkeramid beta-N-acetil--galaktozaminiltransferaza, beta3GalNAc-T1, UDP-N-acetil--galaktozamin:alfa--galaktozil-(1->4)-beta--galaktozil-(1->4)-beta--glukozilkeramid 3III-beta--acetil--galaktozaminiltransferaza, UDP-N-acetil--galaktozamin:alfa--galaktozil-(1->4)-beta--galaktozil-(1->4)-beta--glukozil-(1<->1)-keramid 3III-beta--acetil-D-galaktozaminiltransferaza) je enzim sa sistematskim imenom UDP-N-acetil--galaktozamin:alfa--galaktozil-(1->4)-beta--galaktozil-(1->4)-beta--glukozil-(1<->1)-keramid III3-beta-N-acetil--galaktozaminiltransferaza. Ovaj enzim katalizuje sledeću hemijsku reakciju
UDP--acetil--galaktozamin + alfa-D-galaktozil-(1->4)-beta--galaktozil-(1->4)-beta--glukozil-(1<->1)-keramid {\displaystyle \rightleftharpoons } UDP + N-acetil-beta-D-galaktozaminil-(1->3)-alfa-D-galaktozil-(1->4)-beta--galaktozil-(1->4)-beta--glukozil-(1<->1)-keramid
Globozid je neutralni glikosfingolipid u ljudskim eritrocitima i deluje kao krvno-grupni P-antigen.

## Literatura
- Nicholas C. Price; Lewis Stevens (1999). Fundamentals of Enzymology: The Cell and Molecular Biology of Catalytic Proteins (Third изд.). USA: Oxford University Press. ISBN 019850229X.
- Eric J. Toone (2006). Advances in Enzymology and Related Areas of Molecular Biology, Protein Evolution (Volume 75 изд.). Wiley-Interscience. ISBN 0471205036.
- Branden C; Tooze J. Introduction to Protein Structure. New York, NY: Garland Publishing. ISBN 0-8153-2305-0.
- Irwin H. Segel. Enzyme Kinetics: Behavior and Analysis of Rapid Equilibrium and Steady-State Enzyme Systems (Book 44 изд.). Wiley Classics Library. ISBN 0471303097.

## Spoljašnje veze
- Globotriaosylceramide+3-beta-N-acetylgalactosaminyltransferase на 